# Сувальський край
54°06′00″ пн. ш. 22°56′00″ сх. д. / 54.1° пн. ш. 22.9333° сх. д.

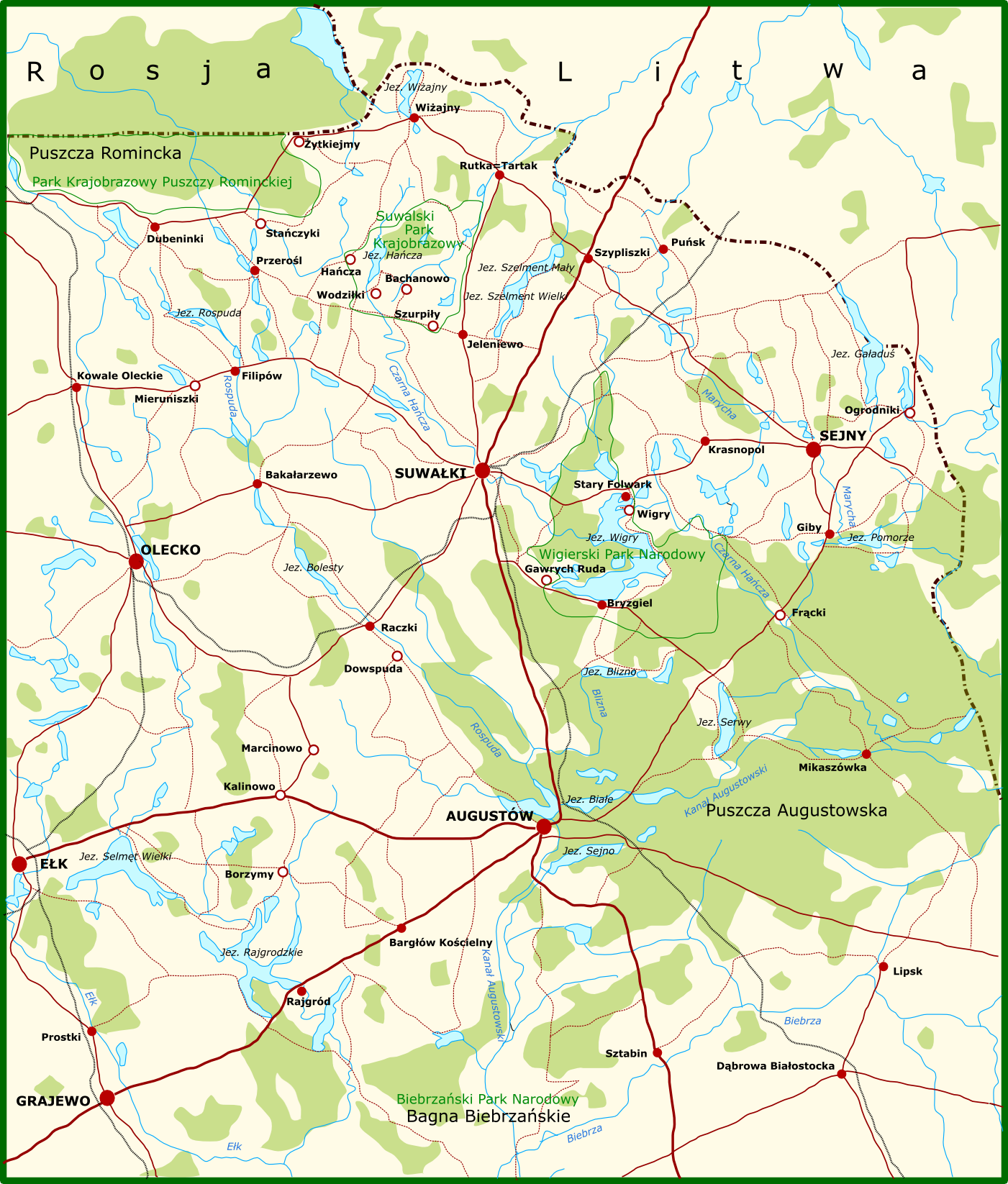

Сувальський край, Сувальщина (пол. Suwalszczyzna; [suvalʂt͡ʂɨzna]; лит. Suvalkų kraštas, Suvalkija, рос. Сувалкщина, нім. Sudauen) — невеликий історичний регіон, розташований навколо міста Сувалки на північному сході Польщі біля кордону з Литвою. Територія регіону охоплює Августівський, Сувальський і Сейненський повіти і приблизно відповідає південній частині колишнього Сувальського намісництва. Раніше регіон був предметом суперечки між Польщею та Литвою після їх відновлення як незалежних держав після Першої світової війни. Сувалкське питання, разом із віленським стала причиною польсько-литовської війни та Сейненського повстання. Згодом ця територія була частиною Польщі до сьогодні, за винятком німецької та радянської окупації під час Другої світової війни . Нині Сувальщина залишається центром литовської меншини в Польщі.